# Административное деление Волгограда
Административное деление Волгограда — система территориальных единиц, созданная в пределах границ города Волгограда.
Город областного подчинения Волгоград в рамках административно-территориального устройства Волгоградской области состоит из восьми районов, не являющихся муниципальными образованиями. Единственным муниципальным образованием на территории города является городской округ город-герой Волгоград.

## Районы
| карта района | название          | площадь, км² | население, чел. (2002) | население, чел. (2021) |
| ------------ | ----------------- | ------------ | ---------------------- | ---------------------- |
|              | Тракторозаводский | 72,5         | 136 746                | 134 223                |
|              | Краснооктябрьский | 39           | 155 041                | 146 649                |
|              | Дзержинский       | 75           | 175 330                | 188 903                |
|              | Центральный       | 14,2         | 97 167                 | 84 853                 |
|              | Ворошиловский     | 29,1         | 80 928                 | 79 637                 |
|              | Советский         | 271,4        | 83 052                 | 131 734                |
|              | Кировский         | 221,9        | 107 733                | 98 162                 |
|              | Красноармейский   | 136,0        | 175 420                | 163 875                |
|              | Всего             | 859          | 1 011 417              | 1 004 763              |

## История административного деления
- 17 апреля 1890 года — первое официальное административное деление Царицына по реке Царице на две части
- 21 июля 1920 года — посёлок Сарепта переименован в посёлок Красноармейск.
- 19 сентября 1921 года — образован первый райсовет Советского посёлка — на базе бывшего посёлка завода «Урал-Волга» (ныне Краснооктябрьский район).
- 26 января 1925 года — Совпосёлок переименован в посёлок им. Рыкова.
- 30 марта 1925 года — Зацарицынский район, посёлок Ельшанка и село Новоникольское переименованы в посёлок и район им. Минина.
- 17 ноября 1925 года — Село Новая Отрада переименовано в посёлок им. Ермана.
- 8 ноября 1926 года — Посёлок им. Минина и территория государственных лесозаводов «Волгокаспийлес» включены в городскую черту.
- 30 ноября 1930 года — преобразование городских посёлков в районы: им. Ермана — Ерманский район (центр города), им. Дзержинского — Дзержинский район (район СТЗ), им. Минина — Мининский район (юг Ворошиловского района), им. Рыкова — Рыковский район (Краснооктябрьский район), Красноармейск — Красноармейский район
- 10 июля 1931 года — в городскую черту включены рабочий посёлок им. Ермана, Красноармейск, села Бекетовка, Верхняя Ельшанка, Рынок, Старая Отрада, хутора Алюшино и Купоросный, деревня Спартановка — Журковка. Площадь города составила 365,4 км² (49 км в длину и до 6 км в ширину).
- Июль 1933 года — Мининский район переименован в Ворошиловский.
- 2 апреля 1935 года — в Сталинграде создано 4 района: Дзержинский район (северная часть города от СТЗ до метизного завода), Ерманский район (центр города до реки Царица), Ворошиловский район (от реки Царица до совхоза «Горная поляна»), Кировский район (от совхоза «Горная поляна» до южной границы города). Соответственно переданы территории бывших районов с упразднением их названий.
- 14 мая 1936 года — разукрупнение Дзержинского и Ерманского районов; теперь в городе 7 районов: Тракторозаводский, Краснооктябрьский, Баррикадный, Дзержинский, Ерманский, Ворошиловский, Кировский
- 21 марта 1944 года — выделение из территории Кировского района Красноармейского района
- 4 февраля 1948 года — переименование Ерманского района в Сталинский
- 15 октября 1953 года — упразднение Баррикадного и Дзержинского районов с передачей их территории соответственно Краснооктябрьскому и Сталинскому районам
- 14 января 1958 года — переименование Ворошиловского района в Советский
- 1959 год — включение в состав Сталинграда посёлков Водстрой и Аэропорт, Солянского сельского совета (с 1965 года — посёлок городского типа)
- 5 ноября 1961 года — переименование Сталинского района в Центральный
- 13 августа 1963 года — включение в состав города рабочего посёлка Горьковский Калачевского района, подчинен Советскому району
- 28 июля 1966 года — включение в состав Советского района Волгограда Горнополянского сельского совета Калачевского района
- 15 июля 1969 года — включение в состав города рабочего посёлка Гумрак Дубовского района
- 11 декабря 1970 года — образование Дзержинского района на территории Центрального района западнее Второй продольной магистрали
- 6 ноября 1975 года — разукрупнение Советского района и образование Ворошиловского района

С марта 2010 года все населённые пункты, входившие ранее в городской округ города Волгограда, административно объединены с городом Волгоградом:
- в Советский район были включены рабочий посёлок Горьковский, село Песчанка, посёлки Водный, Горный, Горная Поляна, Гули Королёвой, Майский;
- в Тракторозаводский район — рабочий посёлок Водстрой, посёлок Заречный;
- в Дзержинский район — рабочий посёлок Гумрак, хутора Каменный Буерак и Овражный (до февраля 1962 — Сталинградский пахарь, до мая 1962 — Волгоградский пахарь);
- в Красноармейский район — рабочий посёлок Южный, посёлки имени XIX Партсъезда, Соляной;
- в Кировский район: хутора Бекетовский Перекат, Бобыли, Волгострой, Зайчики, Кожзавод, Крестовый, Лесной, Лещев, Павловский, Песчаная 1-я, Песчаная 2-я, Песчаная 3-я, Рыбовод.